# White Island (Otago)
White Island ist der Name einer Insel 2,5 km vor der Küste Otagos in Neuseeland. Verwaltungsmäßig gehört sie zur Stadt Dunedin. 
Die Insel ist 80 m lang und an der breitesten Stelle 30 m breit, ihre Fläche beträgt 1.600 m², die maximale Höhe 15 m. Ein Felsenriff, das bei Niedrigwasser teilweise die Wasseroberfläche durchbricht, erstreckt sich weitere 100 m vom Westende der Insel ins Meer.
Die unbewohnte Insel ist ein bekannter Orientierungspunkt, der von den zwei stadtnahen Stränden der Stadt Dunedin (St. Clair und St. Kilda) aus zu sehen ist.
Die Māori nennen die Insel Ponuiahine, auch Pomuiahine. Das wurde, vielleicht zu wörtlich und vieldeutig, als "die großartige Nacht des Mädchens" übersetzt. Goodall und Griffiths schreiben in 'Māori Dunedin', dass es eher als 'Pou-nui-a-Hine' zu verstehen sei, was sich auf einen Pfosten bezieht, der ein Denkmal für ein wichtiges Ereignis ist, in das "Hine" involviert ist. "Hine" kann ein Männername sein, alles Weitere bleibt der Spekulation überlassen. Als Platz für Liebesabenteuer scheint die Insel wenig erfolgversprechend. 
White Island kann der 'Ragged Rock' gewesen sein, wo der Robbenfänger Brothers aus Sydney unter dem Kommando von Robert Mason im November 1809 drei Sträflinge aus einer Gruppe von 11 Männern aussetzte, darunter William Tucker. Alternativ kann Green Island diese Insel gewesen sein.
Am 1. Mai 1826 führte der Gärtner Thomas Shepherd ein Tagebuch, als er sich mit den ersten Siedlern der New Zealand Company auf der Rosanna dieser Küste näherte. Sie wurde begleitet von der Lambton. Er berichtete, dass er "zwei bemerkenswerte Zuckerhut-Felsen" nahe der Küste etwa 100 Fuß aus dem Meer ragen sah. Ein Mann wurde an die Küste geschickt und kam mit einem Māori namens Tatawa zurück, der "sagte, er gehöre zu Otago". 
Ein Riff südlich von White Island ist noch heute an der brechenden See zu erkennen, zum Zeitpunkt der Expedition ragte es möglicherweise noch höher aus dem Meer. Bei der Besiedlung Dunedins 1848 gab es jedenfalls nur noch die heute sichtbare Insel.
In den frühen 1880er Jahren wurde eine versenkbare Armstrong-Kanone ("disappearing gun"), ähnlich der noch heute bei Taiaroa Head zu besichtigenden, bei Forbury Head über St. Clair installiert. Scheinbar wurde White Island für Zielübungen dieser Kanone benutzt, was sie zerstört und noch zerklüfteter gemacht haben kann.